# Ballerup
 Denne artikel handler om bydelen Ballerup. Ordet Ballerup bruges ofte også som en kort betegnelse for Ballerup Kommune.
Ballerup er en bydel i Ballerup Kommune i Storkøbenhavn med 43.984 indbyggere  (2025) beliggende i Region Hovedstaden på Sjælland. Bydelen ligger 16 kilometer (fugleflugt) nordvest for København Centrum, øst for Smørumnedre og vest for Herlev. Hele kommunen har 52.939 indbyggere (2023)
I 1911 havde Ballerup 1.161 indbyggere, hvoraf 133 arbejdede med landbrug, 403 med håndværk og industri, 263 med handel, 56 med transport, og 106 var selvstændige.
Ballerup har en svømmehal, der hedder East Kilbride Badet. Svømmehallen åbnede i 1971 som friluftsbad, den er opkaldt efter Ballerup Kommunes venskabsby East Kilbride. I 1993 fik East Kilbride badet i Ballerup en permanent overbygning.

## Etymologi
Stednavnet Ballerup består af to led: efterleddet -rup viser, at der er tale om en udflytterbebyggelse, en torp. Forleddet menes at være et mandsnavn.

## Lokalt erhvervsklima
I Dansk Industris undersøgelse af "lokalt erhvervsklima" kom Ballerup Kommune i 2013 ind som nummer 30 (af 96). Kommunens bedste kategori var "Infrastruktur og transport", hvor den var nummer 12, mens den værste kategori var "Skatter, afgifter og gebyrer", hvor den var nummer 69.
Her er nogen af de store virksomheder som ligger, eller har hovedsæde, i Ballerup:
Tryg, Toms, Topdanmark, Bosch og Ambu
Derudover har Region Hovedstadens Akutberedskab hovedsæde på Telegrafvej 5 i Ballerup.

## Historie

### Landsbyen
Stednavnet viser at Ballerup er en udflytterlandsby, formentlig fra Måløv, da Måløv Kirke kan dateres til 1150-1175, mens Ballerup Kirke kan dateres til cirka 1200.
I 1682 bestod Ballerup landsby af 13 gårde, 5 huse med jord og 13 huse uden jord. Det samlede dyrkede areal udgjorde 856,7 tønder land skyldsat til 205,30 tønder hartkorn. Dyrkningsformen var trevangsbrug.

### Stationsbyen
I slutningen af 1800-tallet blev Ballerup beskrevet som en by beliggende ved Landevejen og Jernbanen til Frederikssund, med kirke, skole, mølle, stor kro og hotel samt telegraf- og telefonstation.
På denne tid var Ballerupegnen meget vigtig for mælkeforsyningen til København, og fik endda tilnavnet "Mælkevejen" omkring det store andelsmejeri.
Fra begyndelsen af 1900-tallet oplevede Ballerup stationsby en betydelig vækst. Antallet af indbyggere steg markant, med tal som 935 i 1906, 1.044 i 1911, og 1.769 i 1925. Denne kontinuerlige befolkningsvækst fortsatte med 2.445 indbyggere i 1930 og 2.577 i 1940.
I Ballerup i 1911 arbejdede 133 med landbrug, 403 med håndværk/industri, 263 med handel m.v. I 1930 havde Ballerup 2.445 indbyggere, med 350 i landbrug, 992 i håndværk/industri, 251 i handel, 193 i transport, 168 i immateriel virksomhed, 181 i husgerning, 293 uden beskæftigelse, og 17 uden angivet erhverv..
Frem til 1930 fik Ballerup en lang række offentlige og private virksomheder: af offentlige og andre bygninger m.m. kan nævnes: kommuneskolen opført 1901 og tegnet af arkitekt Mandrup-Poulsen, gymnastiksal opført 1927 og tegnet af Knud Barfoed), gasværk opført 1909 og tegnet af ingeniør V. Nielsen, alderdomshjem opført 1926 og tegnet af H. Nielsen, badeanstalt opført 1926, brandstation opført 1926 og tegnet af arkitekt H. Nielsen og ingeniør Thomassen. Af statslige bygninger kan nævnes posthuset fra 1916 og tegnet af Magdahl-Nielsen. Af private bygninger og anlæg kan nævnes Ballerup Realskole opført 1915 og tegnet af arkitekt O. Falkentorp, Teknisk skole opført 1916 og tegnet af arkitekt O. Falkentorp,

### Byudviklingsplanlægning
Indtil 2. verdenskrig udviklede Ballerup sig som en satellitby med eget erhvervsliv og stigende forbindelse til København. Efter krigen blev byen mere integreret i hovedstadens udvikling, som ses i pendlingstallene: I 1948 pendlede 1.200 (36,1% af beskæftigede), og i 1957 steg det til 3.567 (43,2%)..
"Fingerplanen" fra 1947, der koncentrerede byudviklingen langs jernbanelinjer i Storkøbenhavn, antydede, at Ballerup ville forblive en satellitby, mens Skovlunde ville vokse til en del af et sammenhængende forstadsområde med Herlev.
Fingerplanen fra 1947 førte til byreguleringsloven i 1949, der krævede oprettelsen af et byudviklingsudvalg til at planlægge fremtidig byudvikling i Hovedstadsområdet: (byudviklingsplan). Samme år, 1949, nåede S-togsnettet til Ballerup og satte yderligere fart i byudviklingen.
Den 6. oktober 1949 nedsattes et byudviklingsudvalg for Københavns-egnen, som den 2. maj 1951 offentliggjorde "Betænkning vedrørende Partiel Byudviklingsplan nr. 2 for Københavns-egnens byudviklingsområde". På grund af Ballerups jernbanestation ansås byen som egnet til byudvikling., og under indtryk af, at området var byggemodnet i form af kloakering, og at byudviklingen forudsattes ikke at være i konflikt med frednings- og friluftsinteresser, blev udpeget byudviklingsområder i tilknytning til byen syd og nord for jernbanen lagt i mellemzone, det vil sige skulle kunne inddrages til bebyggelse på længere sigt. Det var forudsat, at Ballerup fortsat skulle udgøre et særskilt byområde.
Således gik det ikke. I de følgende år skete der en dispensation for byggeri på området beliggende mellem Ballerup og Skovlunde, hvorved Ballerup ville blive en forstad til Storkøbenhavn. Den oprindelige byudviklingsplan blev senere opdateret med "Betænkning vedrørende Partiel Byudviklingsplan nr. 6 for Københavns-egnens byudviklingsområde" fra 1965, som for Ballerups vedkommende forudsatte en kraftig udbygning af både områderne mellem jernbane og landevej (Frederikssundsvej/ Ballerup byvej) og tillige nord for landevejen, hvorved Ballerup blev en del af et samlet byområde, som var væsentlig større end oprindeligt forudset. Det blev forudset, at der skulle udlægges et aflangt parkareal til rekreationsformål langs bebyggelsens sydside samt mellem Ballerup og Måløv. I planen indgik både områder til boliger og til industri.
I 1945 havde Ballerup 2.949 indbyggere fordelt på 928 husstande, i 1950 3.925 indbyggere fordelt på 1.247 husstande, i 1955 6.723 indbyggere fordelt på 2.229 husstande, i 1960 9.392 indbyggere mens Ballerup Sogn i 1965 havde 17.981 indbyggere fordelt på 5.700 husstande.

### Ballerupplanen
Byudviklingsplanerne blev fulgt op med et omfattende byggeri.
I årene 1962-1965 gennemførtes "Ballerup-planen". Denne bestod af tre adskilte bebyggelsesområder, hvoraf et i Ballerup og to i Skovlunde, med i alt ca. 1.700 lejligheder fordelt på etagebebyggelser i 3-4 etager opførte som elementbyggeri med bygningerne placerede retvinklet i forhold til hinanden.

## Demografi
| 2006   | 2009   | 2012   | 2014   | 2015   | 2016   | 2017   |
| ------ | ------ | ------ | ------ | ------ | ------ | ------ |
| 38.657 | 38.729 | 38.893 | 39.244 | 39.163 | 39.004 | 39.019 |

## Museer

### Ballerup museum
Ballerup Museum er en del af landsbymiljøet i Pederstrup. På museet kan man opleve landboliv, Ballerups historie og storfyrstinde Olgas malerier..
Pederstrup gamle landsby ligger cirka en kilometer fra Ballerup centrum. I dag er der fire gårde tilbage. Ryttergården, Lindebjerggård, Pederstrupgaard og Grantoftegaard. Desuden er "Lynsmedens Hus" fra cirka 1840 og "Skomagerhuset" (starten af 1900-tallet) flyttet ud fra Ballerups centrum, så landsbyen i dag fremstår som et minifrilandsmuseum. Museet er placeret på Lindebjerggaard. Udover disse bygninger findes også daglejerhuset "Store Peters Hus", som i lighed med de øvrige bygninger primært er fra 1800-tallet.
Pederstrup kendes som Pætherstorp fra cirka 1370 og er formentlig en udflytterlandsby fra Ballerup. Det var en fortelandsby som endnu ses af det gamle gadekær. Den var kirkegods frem til 1536 og herefter krongods. Det er også derfor Ryttergården blev bygget her, som havde relation til rytterskolerne i Ballerup og Måløv. Udskiftningen foregik her allerede 1766, og gårdene som oprindelig stammede fra 1600-tallet blev kraftigt ombygget og forbedret i starten af 1800-tallet. Gårdene kan i øvrigt følges tilbage til 1611 og i 1787 var der syv gårde i landsbyen. Landsbyen blev ødelagt under krigen 1658-60 og tømmeret blev brugt til den svenske belejringsby Carlstad nær Brønshøj.
Gårdene lå stort set i ruiner i 1960erne, og området blev udlagt til industri, men Ballerup Folkedanserforening købte og restaurerede Ryttergården og kort efter fulgte kommunen op med andre opkøb så landsbystemningen sikredes.
Grantoftegård drives i dag som socialøkonomisk virksomhed og økologisk eksperimentallandbrug.

### Datamuseum
I Ballerup ligger Dansk Datahistorisk Forening, som indsamler, registrerer og opbevarer udstyr og dokumenter fra den danske udvikling indenfor IT-branchen. Effekterne er indtil videre placeret i magasiner i Ballerup Kommune, det meste i Tapeten, som er en 1.000 m² lagerkælder. Der forefindes en mængde gammelt dansk edb-udstyr, mange manualer og brochurer fra 1960 til i dag, og der er et omfattende bibliotek af ældre dansk og udenlandsk edb-litteratur, som omfatter både bøger og tidsskrifter. Foreningen arbejder endvidere på at etablere et rigtigt datamuseum, The Niels Ivar Bech Computer Museum,., – som en del af projektet BIT House , hvor de historiske effekter kan udstilles og sættes i relation til moderne it-udstyr og it-anvendelser.

## Kirker
Ballerup by er inddelt i to sogne med hver to kirker:
Ballerup Sogn:
- Ballerup Kirke ligger tæt på centrum – opført i 1200-tallet
- Skovvejskirken ligger i Ballerups nordlige del og her ligger også byens kirkegård

Pederstrup sogn:
- Vestkirken er sognekirke for Pederstrup Sogn i Ballerups vestlige del.
- Hedegårdskirken ligger i Ballerups sydøstlige del.

## Uddannelse
Udover Ballerup kommunens folkeskoler ligger der i Ballerup følgende uddannelsesinstitutioner:

### Gymnasiale uddannelser
- Baltorp Gymnasium, som tidligere hed handelsgymnasiet i Ballerup indtil august 2016.[38][39]
- Borupgaard Gymnasium blev grundlagt i 1980 og startede under navnet Amtsgymnasium Ballerup II i lokaler på den nedlagte Buddinge skole. I 1983 blev gymnasiet flyttet til Ballerup.[40]
- H.C. Ørsted Gymnasiet, Ballerup er et HTX-gymnasie der ligger i Ballerup med ca. 300 elever i 2017. Gymnasiet er den mindste af tre afdelinger af H.C. Ørsted Gymnasiet, der er en del af TEC.
- Uddannelsescenter Maglemosen UUC Maglemosen er en STU uddannelse på 3 år. og tilbyder en 3 årig STU-uddannelse[41]

- DTU Ballerup Campus.
- Aalborg Universitet - Cmi, en lille del af Aalborg Universitet ligger i Ballerup og en anden del af Aalborg Universitet ligger i København.

Aalborg Universitet flytter nu fast ind i ingeniørhøjskolens bygning i Ballerup, og samtidig tilbyder AAU en ny cand.scient.-uddannelse i Medialogi i København, så man i alt når op på seks uddannelsestilbud i hovedstaden.
Periode 2 sep. 2005, Dato02/09/2005.
AAU flytter permanent ind i Ballerup
Ingeniøren Karriere. Nordjyske Stiftstidende.
De første spæde skridt til det, der i dag er AAU CPH, blev taget i 2002 da AAU udbød uddannelsen Medialogi i København i samarbejde med Den Sociale Højskole. I 2005 betød et nyt samarbejde med Ingeniørhøjskolen i København at AAU flyttede sine aktiviteter til Ballerup. Fra 2005 til 2012 skete der en gradvis udbygning i Ballerup. Samarbejdet med Ingeniørhøjskolen blev udvidet, flere uddannelser kom til, og AAU fik flere forskningsaktiviteter etableret.
Den 2. november 2011 offentliggjorte AAU en aftale med Nokia Danmark om at overtage Nokias lejekontrakt med PFA på 3 bygninger i Københavns Sydhavn, på 42.500 kvm. Aftalen betød, at Nokia donerede meget af sit udstyr til AAU. I sommeren 2012 overtog AAU CPH Nokias bygninger på A.C Meyers Vænge og Frederikskaj og etableringen af en campus i Københavns Sydhavn var en realitet. Alle aktiviteter i hovedstadsområdet blev nu samlet under samme tag – bl.a. rykkede også Statens Byggeforskningsinstitut (SBi) med til Sydhavnen (SBi fusionerede 1. januar 2007 med Aalborg Universitet. Indtil da var instituttet en del af Økonomi- og Erhvervsministeriet).
På AAU CPH forskes og uddannes der indenfor både humaniora, IT og design samt engineering og naturvidenskab. Forskningen på AAU CPH er en integrereret del af AAU's forskning på de tre campusser i Aalborg, Esbjerg og København. Det betyder bl.a., at de fleste forskere og ph.d.'ere er tilknyttet et hovedinstitut i Aalborg. Følgende 14 institutter er repræsenteret på AAU CPH.

### Officersskole
- Flyvevåbnets Officersskole som har været aktiv siden 1951, flyttede til Ballerup i 1995, hvor den tidligere lå syd for Flyvestation Værløse. I november 2016 blev officersskolen flyttet til Svanemøllen Kaserne.

### Videregående uddannelser
- Ingeniørhøjskolen i København blev flyttet til Ballerup i 1995, efter tidligere at have ligget bl.a. på Nørrebro, i Herlev og på Amager.

Politiskolen, Ballerup.